# Adam Ounas
Adam Mohamed Ounas (ur. 11 listopada 1996 w Chambray-lès-Tours) – algierski piłkarz, występujący  na pozycji ofensywnego pomocnika we francuskim klubie Lille OSC oraz w reprezentacji Algierii.

## Kariera klubowa
Urodził się w Chambray-lès-Tours we Francji. Jako junior szkolił się w drużynach Tours, FC de l’Ouest Tourangeau 37 oraz SC Tours Nord. W kwietniu 2013 dołączył do drugiej drużyny Girondins Bordeaux. W pierwszym zespole zadebiutował 4 października 2015, w meczu przeciwko Lorient. Na placu gry pojawił się w 72. minucie oraz zaliczył premierowe trafienie. Łącznie w barwach Żyrondystów zagrał w 49 spotkaniach, w których zdobył 8 bramek. 
3 lipca 2017 został zawodnikiem występującego w Serie A SSC Napoli, które zapłaciło za niego 10 milionów euro. Sezon 2019/2020 spędził na wypożyczeniu w OGC Nice. Pierwszy mecz dla tej drużyny zagrał 1 września przeciwko Stade Rennais. W 2020 został ponownie wypożyczony przez Napoli, tym razem do Cagliari Calcio. 
1 lutego 2021 został wypożyczony z Napoli do Crotone. 
1 września 2022 został definitywnie wykupiony z Napoli przez francuskie Lille OSC. 

## Kariera reprezentacyjna
Ounas jako Algierczyk urodzony we Francji mógł reprezentować oba te kraje. Po dwóch występach w reprezentacji Francji U-20, zdecydował się na grę dla Algierii.
5 września 2017 Ounas zadebiutował w reprezentacji w przegranym 0:1 meczu eliminacji mistrzostw świata 2018 przeciwko Zambii. Pierwsze bramki dla reprezentacji strzelił podczas Pucharu Narodów Afryki 2019, w meczu z Tanzanią. Turniej ten zakończył się triumfem Algierii. Ounas do tej pory w kadrze zagrał w 21 spotkaniach, w których zdobył 5 bramek.

## Statystyki kariery
Klubowe
| Sezon   | Klub                 | Kraj    | Rozgrywki              | Mecze | Bramki |
| ------- | -------------------- | ------- | ---------------------- | ----- | ------ |
| 2013/14 | Girondins Bordeaux B | Francja | Championnat National 2 | 1     | 0      |
| 2014/15 | Girondins Bordeaux B | Francja | Championnat National 2 | 14    | 3      |
| 2015/16 | Girondins Bordeaux B | Francja | Championnat National 2 | 6     | 0      |
| 2015/16 | Girondins Bordeaux   | Francja | Ligue 1                | 23    | 5      |
| 2016/17 | Girondins Bordeaux   | Francja | Ligue 1                | 26    | 3      |
| 2017/18 | SSC Napoli           | Włochy  | Serie A                | 7     | 0      |
| 2018/19 | SSC Napoli           | Włochy  | Serie A                | 18    | 3      |
| 2019/20 | OGC Nice             | Francja | Ligue 1                | 16    | 2      |
| 2020/21 | Cagliari Calcio      | Włochy  | Serie A                | 7     | 0      |
| 2020/21 | FC Crotone           | Włochy  | Serie A                | 15    | 4      |
| 2021/22 | SSC Napoli           | Włochy  | Serie A                | 15    | 0      |
| 2022/23 | SSC Napoli           | Włochy  | Serie A                | 2     | 0      |
| 2022/23 | Lille OSC            | Francja | Ligue 1                | 21    | 1      |

Reprezentacja
| Mecze i gole w reprezentacji | Mecze i gole w reprezentacji | Mecze i gole w reprezentacji | Mecze i gole w reprezentacji | Mecze i gole w reprezentacji | Mecze i gole w reprezentacji | Mecze i gole w reprezentacji |
| #                            | Data                         | Miasto                       | Przeciwnik                   | Gol                          | Wynik                        | Rozgrywki                    |
| ---------------------------- | ---------------------------- | ---------------------------- | ---------------------------- | ---------------------------- | ---------------------------- | ---------------------------- |
| 1.                           | 05.09.2017                   | Konstantyna                  | Zambia                       |                              | 0:1                          | el. MŚ 2018                  |
| 2.                           | 16.10.2018                   | Kotonu                       | Benin                        |                              | 0:1                          | el. PNA 2019                 |
| 3.                           | 18.11.2018                   | Lomé                         | Togo                         |                              | 4:1                          | el. PNA 2019                 |
| 4.                           | 22.03.2019                   | Al-Bulajda                   | Gambia                       |                              | 1:1                          | el. PNA 2019                 |
| 5.                           | 26.03.2019                   | Al-Bulajda                   | Tunezja                      |                              | 1:0                          | towarzyski                   |
| 6.                           | 11.06.2019                   | Doha                         | Burundi                      |                              | 1:1                          | towarzyski                   |
| 7.                           | 01.07.2019                   | Kair                         | Tanzania                     | Gol · Gol                    | 3:0                          | PNA 2019                     |
| 8.                           | 07.07.2019                   | Kair                         | Gwinea                       | Gol                          | 3:0                          | PNA 2019                     |
| 9.                           | 11.07.2019                   | Suez                         | Wybrzeże Kości Słoniowej     |                              | 1:1                          | PNA 2019                     |
| 10.                          | 12.11.2020                   | Algier                       | Zimbabwe                     |                              | 3:1                          | el. PNA 2021                 |
| 11.                          | 16.11.2020                   | Harare                       | Zimbabwe                     |                              | 2:2                          | el. PNA 2021                 |
| 12.                          | 03.06.2021                   | Blida                        | Mauretania                   | Gol                          | 4:1                          | towarzyski                   |
| 13.                          | 06.06.2021                   | Blida                        | Mali                         |                              | 1:0                          | towarzyski                   |
| 14.                          | 11.06.2021                   | Radis                        | Tunezja                      |                              | 2:0                          | towarzyski                   |
| 15.                          | 12.11.2021                   | Kair                         | Dżibuti                      |                              | 4:0                          | el. MŚ 2018                  |
| 16.                          | 05.01.2022                   | Ar-Rajjan                    | Ghana                        | Gol                          | 3:0                          | towarzyski                   |
| 17.                          | 04.06.2022                   | Algier                       | Uganda                       |                              | 2:0                          | el. PNA 2021                 |
| 18.                          | 08.06.2022                   | Dar es Salaam                | Tanzania                     |                              | 2:0                          | el. PNA 2021                 |
| 19.                          | 12.06.2022                   | Doha                         | Iran                         |                              | 2:1                          | towarzyski                   |
| 20.                          | 23.09.2022                   | Oran                         | Gwinea                       |                              | 1:0                          | towarzyski                   |
| 21.                          | 27.09.2022                   | Oran                         | Nigeria                      |                              | 2:1                          | towarzyski                   |

## Sukcesy

### Reprezentacyjne
- Puchar Narodów Afryki (1): 2019